# Metcalfa
Metcalfa, sjevernoamerički rod kukca polukrilca iz porodice Flatidae. Postoji nekoliko vrsta

## Vrste
1. Metcalfa frigida (Metcalf & Bruner, 1948)
2. Metcalfa persea (Metcalf & Bruner, 1948)
3. Metcalfa pruinosa (Say, 1830)
4. Metcalfa pruinosa cubana (Metcalf & Bruner, 1948)
5. Metcalfa regularis (Fowler, 1900)
6. Metcalfa siboney (Metcalf & Bruner, 1948)